# Rosières-sur-Mance
Rosières-sur-Mance é uma comuna francesa na região administrativa de Borgonha-Franco-Condado, no departamento de Alto Sona. Estende-se por uma área de 5,22 km². Em 2010 a comuna tinha 51 habitantes (densidade: 9,8 hab./km²).